# Wilder Ruiz Silva
Wilder Augusto Ruiz Silva (Lambayeque, 8 de agosto de 1957) es un economista, periodista y político peruano. Fue regidor de la Municipalidad de Lima en 2 periodos y congresista de la república desde julio del 2007 hasta julio del 2009 tras la suspensión de José Luna Gálvez.

## Biografía
Nació en el distrito de Ferreñafe, ubicado en el departamento de Lambayeque, el 8 de agosto de 1957.
Estudió la carrera de economista en la Universidad de Lima e hizo una maestría de periodismo en la Universidad San Martín de Porres. También tiene una maestría en Filosofía en la Universidad Nacional Mayor de San Marcos y un diplomado en la Universidad de Columbia.
Laboró en el Diario Expreso como columnista en temas económicos y fue también jefe de informaciones en el Diario Gestión. Fue también asesor de la Comisión de Promoción del Perú para la Exportación y el Turismo (PROMPERÚ) desde 1993 hasta 1994 y profesor de la Universidad Peruana de Ciencias Aplicadas.

## Carrera política
Fue miembro del partido Renovación Nacional liderado por Rafael Rey donde ejerció como secretario nacional desde octubre del 2004 hasta julio del 2012 donde el partido quedó disuelto.

### Regidor de Lima
Su primer cargo político fue cuando fue elegido como regidor de la Municipalidad de Lima en las elecciones municipales del 2002 por Unidad Nacional para el periodo municipal 2003-2006 donde también fue elegido Luis Castañeda Lossio como alcalde de Lima.
En las elecciones municipales del 2014, fue nuevamente elegido como miembro del partido Solidaridad Nacional. Intentó ser reelegido en 2018, sin embargo, no obtuvo éxito.

### Congresista de la República
En las elecciones parlamentarias del 2006, Ruiz postuló al Congreso de la República por Unidad Nacional pero no resultó elegido. Sin embargo, fue convocado para reemplazar a José Luna Gálvez, quien había sido suspendido por sus supuestos vínculos con el exasesor presidencial Vladimiro Montesinos, y Ruiz juramento como congresista ante el pleno del Congreso presidido por Mercedes Cabanillas para completar el periodo parlamentario 2006-2011.
En el parlamento ejerció como presidente de la Comisión de Defensa del Consumidor de 2008 a 2009.
El 25 de julio del 2009, dejó el cargo debido a la incorporación de Luna al parlamento. Ruiz intentó ser congresista nuevamente en las elecciones parlamentarias del 2011 por Fuerza 2011, sin embargo no resultó elegido y de igual manera en su candidatura por la Alianza Solidaridad Nacional en 2016.
Actualmente se encuentra afiliado a Renovación Popular liderado por Rafael López Aliaga.